# Irvillac
Irvillac település Franciaországban, Finistère megyében. Lakosainak száma 1427 fő (2022. január 1.). Irvillac Saint-Urbain, Hanvec, Daoulas, Hôpital-Camfrout, Logonna-Daoulas, Saint-Eloy és Le Tréhou községekkel határos.

## Népesség
A település népességének változása:
| Lakosok száma | 983  | 935  | 1005 | 1243 | 1406 | 1428 | 1429 | 1453 | 1459 | 1427 |
|               | 1968 | 1982 | 1990 | 2006 | 2013 | 2015 | 2017 | 2019 | 2020 | 2022 |